# Joseph Hecht
Joseph Hecht (geboren 14. Dezember 1891 in Łódź, Russisches Kaiserreich; gestorben 19. Juni 1951 in Paris) war ein polnischer Maler und Grafiker, der später in Frankreich lebte.

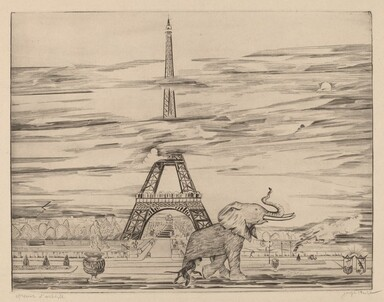
Tour Eiffel (1933)

## Leben
Joseph Hecht studierte 1909–1914 an der Akademie der Bildenden Künste Krakau, danach wohnte er bis 1919 in Norwegen, ab 1920 in Paris. Er nahm an vielen Kunstausstellungen teil, u. a. an Salon d’Automne und Salon des Indépendants, in den Vereinigten Staaten, England und Polen. Zwei seiner Bilder wurden mit Goldmedaillen auf der Pariser Weltausstellung 1937 ausgezeichnet.
1929 war er Mitbegründer der Künstlergruppe „La Jeune Gravure Contemporaine“.
Schwerpunkte seiner Arbeit waren Landschaftsmalerei und Tierdarstellungen. Der Verfolgung der französischen Juden im Zweiten Weltkrieg entging er, indem er in die Region von Savoyen auswich, nahe der schweizerisch-italienischen Grenze.